# Вишенки (Калужская область)
Вишенки — деревня в Бабынинском районе Калужской области России. Входит в состав сельского поселения «Село Сабуровщино».

## География
Деревня находится в центральной части Калужской области, в зоне хвойно-широколиственных лесов, в пределах Мещовского ополья, на берегах одного из левых притоков реки Безвели, на расстоянии примерно 13 километров (по прямой) к северо-западу от посёлка Бабынино, административного центра района. Абсолютная высота — 214 метров над уровнем моря.

### Климат
Климат населённого пункта характеризуется как умеренно континентальный, с чётко выраженными временами года. Среднегодовая многолетняя температура воздуха составляет 4 — 4,6°С. Средняя температура самого холодного месяца (января) составляет −8,9 °C; самого тёплого (июля) — 17,8 °С. Среднегодовое количество атмосферных осадков составляет 650—730 мм. Продолжительность безморозного периода — около 149 суток.

### Часовой пояс
Деревня Вишенки, как и вся Калужская область, находится в часовой зоне МСК (московское время). Смещение применяемого времени относительно UTC составляет +3:00.

## Население
| 2002 | 2010 |
| ---- | ---- |
| 4    | ↘2   |

### Половой состав
По данным Всероссийской переписи населения 2010 года в гендерной структуре населения женщины составляли 100 %.

### Национальный состав
Согласно результатам переписи 2002 года, в национальной структуре населения русские составляли 100 %.